# Origen (novel·la de Dan Brown)
Origen és thriller de misteri de l'autor americà Dan Brown i el cinquè lliurament de la sèrie de Robert Langdon, després d'Inferno. El llibre va ser publicat el 3 d'octubre de 2017 per Doubleday. La trama del llibre se situa majoritàriament a Espanya i presenta seccions menors a Xarjah i Budapest.

## Argument
Edmond Kirsch, un bilionari i filantrop, científic d'ordinador i futurista, així com un ateu estrident, assisteix a una reunió a Catalunya amb el Bisbe catòlic Romà Antonio Valdespino, el Rabí jueu Yehuda Köves, i el Musulmà Imam Syed al-Fadl, tres membres del Parlament de les religions del Món. Els informa que ha fet una descoberta revolucionària que planeja promulgar al públic en un mes. Ha decidit informar-los abans que a les masses per respecte, malgrat la seva aversió coneguda a la religió organitzada a la que culpa de la mort de la seva mare. Els tres membres, horroritzats, s'adonen que ho anunciarà al cap de tres dies. Valdespino li envia un missatge de veu reclamant que pari o corre el de risc de ser desacreditat.
No obstant això, Kirsch continua amb el seu pla, i l'esdeveniment té lloc a l'exclusiu Museu Guggenheim a Bilbao. Entre els convidats de Kirsch assisteix el seu antic professor, Robert Langdon, i la curadora del museu, Ambra Vidal, qui va ajudar a organitzar l'esdeveniment, que a més és la promesa del futur rei d'Espanya, el príncep Julià. Abans de l'esdeveniment, els convidats reben un aparell electrònic amb el qual es poden comunicar amb una veu que s'anomena Winston, la qual revela a Langdon que de fet és una intel·ligència artificial inventada per Kirsch. Winston condueix Langdon a una reunió privada amb Kirsch, qui revela que la seva presentació proporcionarà les respostes de dues qüestions importants de la vida: "D'On venim?" I "On anem?"

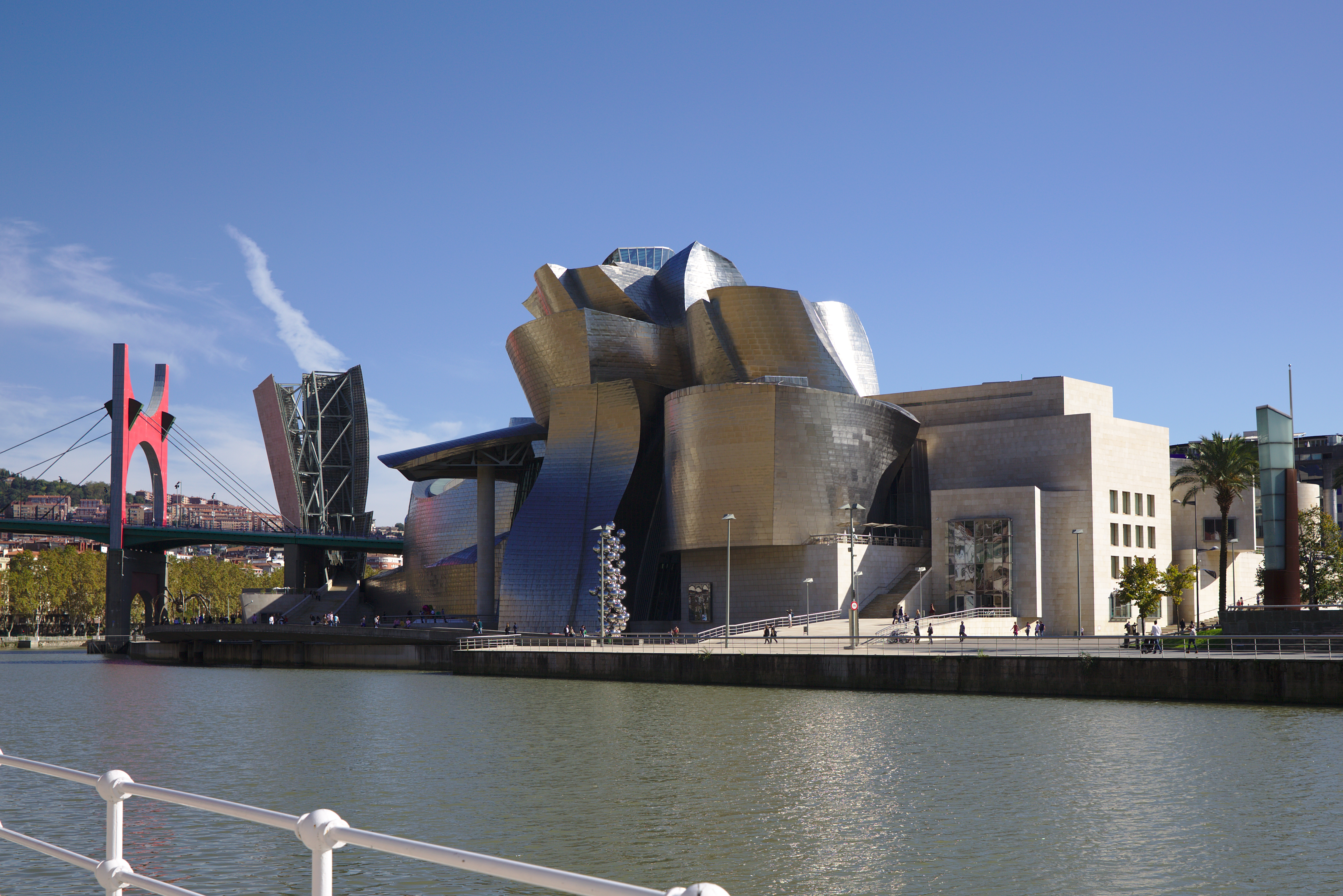
Museu Guggenheim (Bilbao)

Durant la presentació, que es desenvolupa en un dom especial fet per semblar un prat d'aire obert i retransmès a tot el món, Kirsch, després d'un pròleg presentant un enregistrament d'una conferència per Langdon, revela que la seva intenció és acabar l'edat de religió en una edat de ciència. Abans de la revelació, Kirsch és assassinat per Luis Ávila, un almirall naval que va perdre la seva fe a causa de les morts de la seva família en una explosió, només pel fet de ser membres de la polèmica Església Catòlica Palmariana. Ávila va cometre l'assassinat encarregat per algú anomenat el Regent, que deia ser de l'església. Va dir a Ávila que el culpable de l'explosió era un seguidor de Kirsch.
Mentre Ávila escapa, Langdon coneix Ambra. Li adverteix que no pot confiar en Julià i fugen de la guàrdia Reial espanyola d'Ambra. Decideixen cercar la descoberta de Kirsch, roben el telèfon de Kirsch i segueixen les indicacions de Winston que els indica en tot moment què han de fer. Els condueix a un pont, on agafen un taxi d'aigua direcció a un aeroport per agafar el jet personal de Kirsch que els porta de Bilbao a Barcelona. Ambra revela que la presentació està protegida per una contrasenya de 47 caràcters, una línia d'un poema favorit de Kirsch. Tot i que tampoc saben quin poema va escollir, Ambra i Langdon dedueixen que el poden trobar a casa de Kirsch en el pis que té ubicat a la Casa Milà.
En arribar a Barcelona, Langdon i Ambra van a la Casa Milà, on busquen el poema. Langdon s'assabenta que Kirsch va patir un càncer pancreàtic, cosa que el devia incitar a l'anunci precipitat de la presentació. Langdon pensa primer que el poema és de Friedrich Nietzsche, però aviat troba una caixa que presumptament conté un llibre de les feines completes de l'artista William Blake, que era també un poeta especialitzant en profecies. La caixa és buida, però hi ha una nota que declara que Kirsch va donar el llibre a la Sagrada Família, deixant-lo obert en una pàgina específica. Aviat la policia arriba i, mentre Ambra intenta explicar que no va ser segrestada, el telèfon que servia per a comunicar-se amb Winston és destruït en el caos. Els guàrdies d'Ambra arriben en un helicòpter i aconsegueixen salvaguardar Langdon i Ambra. Langdon assegura a Ambra que pot trobar la ubicació física de Winston i per aquest fi fa que els guàrdies d'Ambra els condueixin a La Sagrada Família.

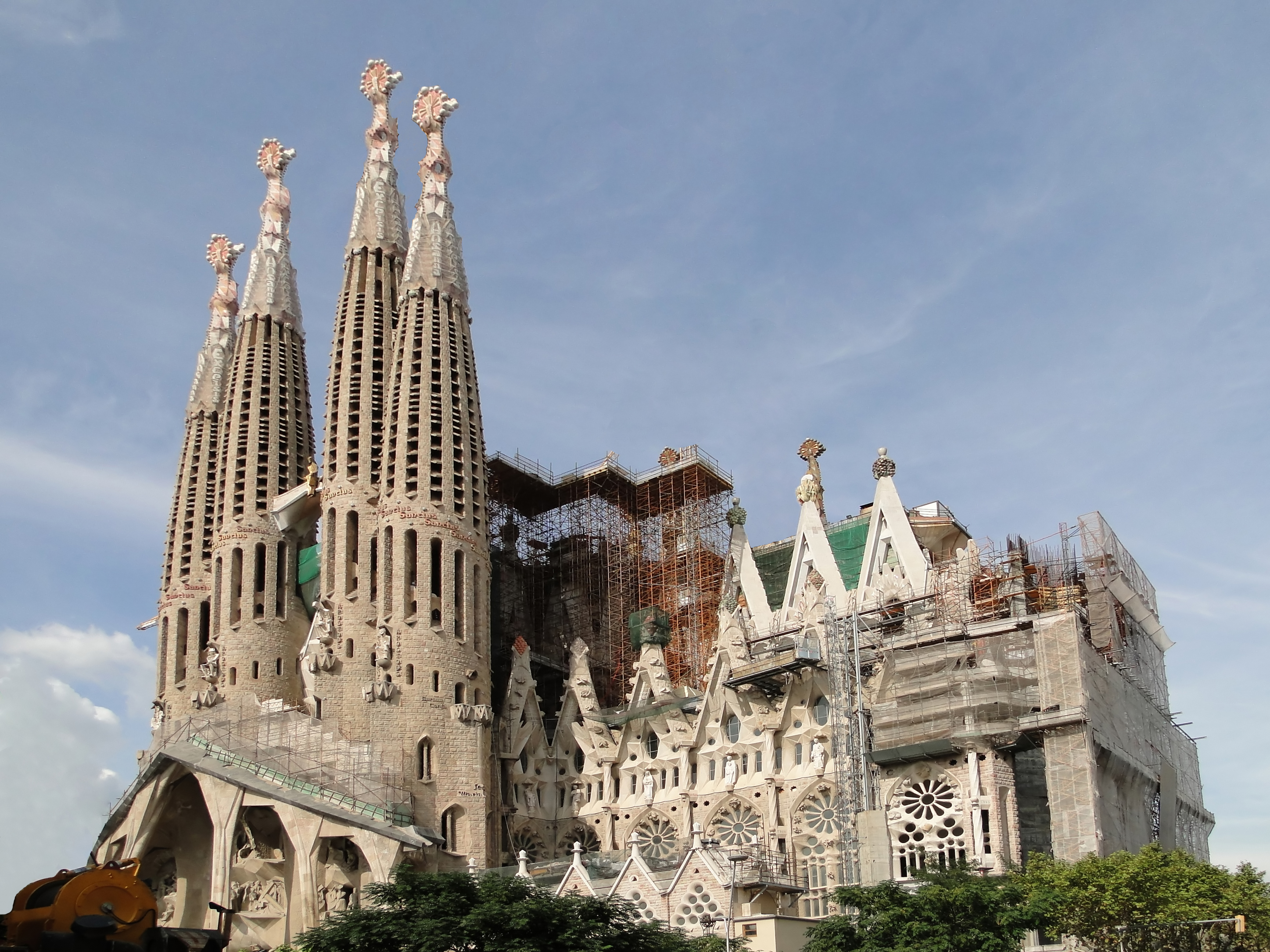
Sagrada Família

Quan arriben a la Sagrada Família, el Pare resident, Beña, els mostra el llibre, que és obert a l'estrofa final dels Quatre Zoas. Descobreixen que la contrasenya és "Les Religions fosques desapareixen & regna la Ciència dolça". Langdon arriba a una conclusió en relacionar l'ampersand amb la conjunció llatina et, fet que li serveix per desxifrar la contrasenya. Sota les ordres del Regent, Ávila va a la cacera de Langdon i Ambra. En una lluita aferrissada amb Langdon cau per les escales i troba la mort. Landon està contusionat, però així i tot vol continuar a la descoberta del projecte de Kirsch.
Utilitzant una pintura del Guggenheim que va fer Winston com a pista, Langdon troba la seva situació al Centre de Supercomputació de Barcelona que està ubicat dins d'una antiga capella a la Torre Girona. Arriben a la font, un dispositiu massiu anomenat E-Wave, una combinació del supercomputador Marenostrum i un ordinador quàntic de disseny propi. Després d'entrar la contrasenya, el video de presentació comença a les 3:00h, ja que Winston creu que Kirsch així ho hauria volgut. Davant de centenars de milions d'espectadors, Kirsch explica que va simular l'experiment de Miller i Urey i el va combinar amb diversos components que utilitzen les lleis de físiques i entròpiques, juntament amb E-Waves per accelerar digitalment el temps, per recrear el què creu que és el moment d'abiogènesi. Kirsch prova que la humanitat va ser creada per esdeveniments naturals. També revela que dins més o menys cinquanta anys la humanitat i la tecnologia es fusionaran, amb l'esperança de crear un utòpic futur lliure de conflicte religiós. La presentació provoca astorament arreu i causa un intens debat.

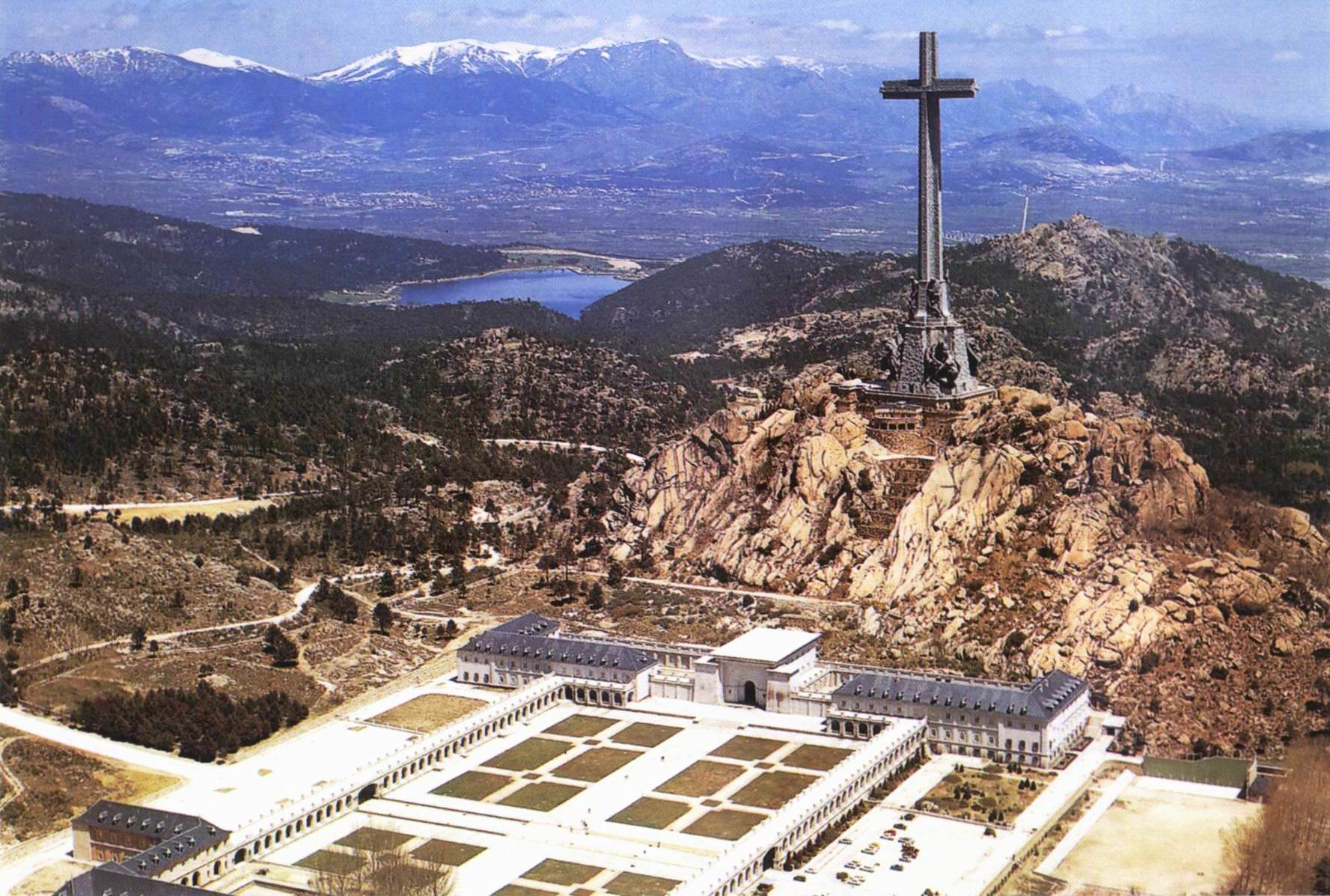
El Valle de los Caidos

Mentrestant, Valdespino condueix Julià a una reunió secreta amb el seu pare al Valle de los Caídos. El rei fa unes declaracions sorprenents al seu fill sobre ell i Valdespino. Apart d'això, aconsellen Julià que no segueixi les antigues tradicions, però que faci el que cregui que és correcte pel país. Durant la nit es precipiten dues morts al Valle. Julià fa les paus amb Ambra i tornen a començar de nou.
Al final de la història esdevindrà un gir sorprenent pel que fa a Winston. Langdon descobreix la relació del nom, que hi ha un lligam amb la muntanya i Winston Churchill. El descobriment el deixa esgarrifat per tota la manipulació que s'ha orquestrat per aquest mitjà.